# Seznam dílů seriálu Na vlásku: Seriál
Toto je seznam dílů seriálu Na vlásku. Americký animovaný televizní seriál Na vlásku: Seriál měl premiéru 24. března 2017 na stanici Disney Channel.

## Přehled řad
| Řada    | Díly | Premiéra ve Premiéra v USA | Premiéra ve Premiéra v USA | Premiéra v ČR   | Premiéra v ČR     |
| Řada    | Díly | První díl                  | Poslední díl               | První díl       | Poslední díl      |
| ------- | ---- | -------------------------- | -------------------------- | --------------- | ----------------- |
| Film    | 1    | 10. března 2017            | 10. března 2017            | 16. září 2017   | 16. září 2017     |
| 1       | 23   | 24. března 2017            | 13. ledna 2018             | 25. září 2017   | 14. července 2018 |
| Kraťasy | 9    | 5. května 2017             | 26. května 2017            | 29. března 2018 | bude oznámeno     |
| 2       | 24   | 24. června 2018            | 14. dubna 2019             | 25. února 2019  | 30. května 2019   |
| 3       | 21   | 7. října 2019              | 1. března 2020             | 10. února 2020  | 11. října 2020    |

## Seznam dílů

### Televizní film (2017)
| Č. | Původní název              | Český název                      | Režie                            | Scénář     | Premiéra v USA  | Premiéra v ČR |
| --- | -------------------------- | -------------------------------- | -------------------------------- | ---------- | --------------- | ------------- |
| FILM | Tangled: Before Ever After | Na Vlásku PŘED šťastně až navěky | Tom Caulfield a Stephen Sandoval | Jase Ricci | 10. března 2017 | 16. září 2017 |
| Nastává korunovace Lociky na princeznu a Evžen se právě den před ní pokusí Lociku požádat o ruku, ta si ale není jistá, zda je připravená a s dcerou kapitána (stráží) se vyplíží z hradu vyvětrat, aniž by v patách měla stráž. Dotkne se ale záhadných nezničitelných černých kamenů, a zas jí narostou dlouhé vlasy. |                            |                                  |                                  |            |                 |               |

### První řada (2017–2018)
| Č. v seriálu | Č. v řadě | Původní název              | Český název                | Režie            | Scénář | Premiéra v USA     | Premiéra v ČR      |
| --- | --------- | -------------------------- | -------------------------- | ---------------- | --- | ------------------ | ------------------ |
| 1 | 1         | What the Hair!?            | U všech vlasů              | Tom Caulfield    | námět: Dave Schiff a ND Stevenson scénář: Katie Mattila storyboard: David D. Au a Kaitlyn Ritter                 | 24. března 2017    | 25. září 2017      |
| Locika zamíří k místnímu (cca třináctiletému) vědci a vynálezci Varianovi, aby se ho zeptala na své vlasy. Varian omylem zničí celou svou vesnici a Locika řekne Evženovi, vše, co se stalo tu osudnou noc, co jí zase narostly vlasy |           |                            |                            |                  | |                    |                    |
| 2 | 2         | Rapunzel's Enemy           | Nepřítel Lociky            | Stephen Sandoval | námět: Dave Schiff a Noelle Stevenson scénář: Katie Mattila storyboard: Ken Boyer a Mark John Howard             | 31. března 2017    | 26. září 2017      |
| Locika se snaží zjistit, proč ji místní oblíbený cukrář nenávidí |           |                            |                            |                  | |                    |                    |
| 3 | 3         | Fitzherbert P.I.           | Profesor Houžvička         | Joe Oh           | námět: Ricky Roxburgh a Suzanne Weber Stevenson scénář: Jase Ricci storyboard: Heidi Jo Gilbert a Wendy Sullivan | 7. dubna 2017      | 27. září 2017      |
| Evžen si hledá práci u strážců a Locika se připravuje na to, až jí bude slavný malíř malovat portrét. |           |                            |                            |                  | |                    |                    |
| 4 | 4         | Challenge of the Brave     | Zkouška odvahy             | Tom Caulfield    | scénář: Ricky Roxburgh storyboard: Bo Coburn a Dana Terrace                                                      | 14. dubna 2017     | 28. září 2017      |
| Cassandra jde ukázat svou tvrdost do soutěže ZKOUŠKA ODVAHY, Locika si ale nedá říct a přihlásí se taky |           |                            |                            |                  | |                    |                    |
| 5 | 5         | Cassandra v. Eugene        | Kasandra vs. Evžen         | Joe Oh           | scénář: Katie Mattila storyboard: Ken Boyer a Mark John Howard                                                   | 21. dubna 2017     | 29. září 2017      |
| Cassandra a Evžen se pohádají a Locika je zavře do cely, odkud se mohu dostat, jen když budou spolupracovat |           |                            |                            |                  | |                    |                    |
| 6 | 6         | The Return of Strongbow    | Návrat Valibuka            | Tom Caulfield    | scénář: Dave Schiff storyboard: Wendy Sullivan a Shane Zalvin                                                    | 28. dubna 2017     | 1. října 2017      |
| Evženův kamarády z dětství se vrací, ale Cassandra mu nevěří. |           |                            |                            |                  | |                    |                    |
| 7 | 7         | In Like Flynn              | Po Flynovsku               | Stephen Sandoval | scénář: Han-Yee Ling storyboard: Hillary Bradfield a Bosook Coburn                                               | 23. července 2017  | 3. října 2017      |
| Král Ekvisu ponížil Koronu. Král Frederic ale chystá pomstu, ale potřebuje Evženovu pomoc. |           |                            |                            |                  | |                    |                    |
| 8 | 8         | Great Expotations          | Velké vynálezy             | Joe Oh           | scénář: Ricky Roxburgh storyboard: David D. Au, Kaitlyn Ritter a James W. Suhr                                   | 30. července 2017  | 4. října 2017      |
| Nastává velká přehlídka vynálezů, do níž se zapojí i Varian a později i Locika. Kvůli nedostatkům stráží se Cassandra stává osobní stráží porotce. |           |                            |                            |                  | |                    |                    |
| 9 | 9         | Under Raps                 | Locika dohlíží             | Tom Caulfield    | scénář: Kelly Hannon storyboard: Ken Boyer a Sebastien Duclos                                                    | 6. srpna 2017      | 5. října 2017      |
| 10 | 10        | One Angry Princess         | Jedna nazlobená princezna  | Stephen Sandoval | námět: Katie Mattila a Jase Ricci Stevenson scénář: Jase Ricci storyboard: Wendy Sullivan a Shane Zalvin         | 13. srpna 2017     | 6. října 2017      |
| 11 | 11        | Pascal's Story             | Paskalův příběh            | Tom Caulfield    | scénář: Ricky Roxburgh storyboard: Wendy Sullivan a Shane Zalvin                                                 | 20. srpna 2017     | 12. prosince 2017  |
| Od doby, co je Locika na zámku, se Pascalovi moc nevěnuje, a tak Pascal uteče (+ příběh jak se Pascal a Locika potkali) |           |                            |                            |                  | |                    |                    |
| 12 | 12        | Big Brothers of Corona     | Velcí bratři Corony        | Joe Oh           | scénář: Han-Yee Ling storyboard: Hillary Bradfield a Bosook Coburn                                               | 1. října 2017      | 13. prosince 2017  |
| 13 | 13        | The Wrath of Ruthless Ruth | Hněv kruté krůty           | Tom Caulfield    | scénář: Kelly Hannon storyboard: David D. Au a Sebastien Duclos                                                  | 8. října 2017      | 14. prosince 2017  |
| 14 | 14        | Max's Enemy                | Maxův nepřítel             | Joe Oh           | námět: Katie Mattila scénář: Dave Schiff storyboard: Wendy Sullivan a Shane Zalvin                               | 15. října 2017     | 15. prosince 2017  |
| Ve městě se objeví kůň lepší než Max, a tak začíná žárlit. |           |                            |                            |                  | |                    |                    |
| 15 | 15        | The Way of the Willow      | Cesta Vrby                 | Stephen Sandoval | scénář: Katie Mattila storyboard: Bosook Coburn a Cat Harman                                                     | 22. října 2017     | 14. května 2018    |
| Vrací se sestra královny, která je velmi povahou podobná Locice. |           |                            |                            |                  | |                    |                    |
| 16-17 | 16-17     | Queen for a Day            | Na den královnou           | Joe Oh           | scénář: Jase Ricci storyboard: Hillary Bradfield, Tom Caulfield, Bosook Coburn, Kaitlyn Ritter a James W. Suhr   | 19. listopadu 2017 | 19. listopadu 2017 |
| Rodiče Lociky jedou na letní chatu a na těch pár dní dali Locice zámek na starost. Objeví se ale obrovská sněhová bouře a její rodiče uvíznou na cestě. Evžen se rozhodne vést záchranný tým. Varianovi se nepovede pokus s černými kameny a spěchá za Locikou pro pomoc, ta ho ale kvůli bouři musí odmítnout. Locika s Cassandrou a Xaviérem pak najde legendární DEMANITŮV PŘÍSTROJ, který by měl bouři zahnat. Ale bude to fungovat? poznámka: toto je speciální díl s dvojnásobnou délkou |           |                            |                            |                  | |                    |                    |
| 18 | 18        | Painter's Block            | Malířský blok              | Stephen Sandoval | scénář: Dave Schiff storyboard: David D. Au, Benjamin Balistreri, Sebastien Duclos a Stephen Sandoval            | 25. listopadu 2017 | 11. prosince 2017  |
| Od velké bouře se Locika necítí ve své kůži, hlavně proto že najednou nedokáže nic namalovat. Přihlásí se tedy na kurz malování, učitelka malování ale není taková, jak se na první pohled zdá. |           |                            |                            |                  | |                    |                    |
| 19 | 19        | Not in the Mood            | Ne ve své kůži             | Stephen Sandoval | scénář: Kelly Hannon storyboard: Kaitlyn Ritter a James W. Suhr                                                  | 2. prosince 2017   | 15. května 2018    |
| Aby spolu Locika, Evžen a Cassandra lépe vycházeli, vypijí lektvar měnící povahu, omylem ho ale vypijí trochu víc. |           |                            |                            |                  | |                    |                    |
| 20 | 20        | The Quest for Varian       | Hledá se Varian            | Tom Caulfield    | scénář: Ricky Roxburgh storyboard: Bosook Coburn, Cat Harman, Kaitlyn Ritter a James W. Suhr                     | 9. prosince 2017   | 16. května 2018    |
| Locika, Evžen A Cassandra hledají Variana. |           |                            |                            |                  | |                    |                    |
| 21 | 21        | The Alchemist Returns      | Alchymista se vrací        | Joe Oh           | scénář: Dave Schiff storyboard: David D. Au, Tom Caulfield, Sebastien Duclos, Wendy Sullivan a Shane Zalvin      | 16. prosince 2017  | 17. května 2018    |
| Locika společně s Varianem se pokusí najít sluneční květinu. |           |                            |                            |                  | |                    |                    |
| 22-23 | 22-23     | Secret of the Sundrop      | Tajemství sluneční květiny | Stephen Sandoval | námět: Jase Ricci scénář: Kelly Hannon, Jase Ricci, Ricky Roxburgh, Dave Schiff a Jeremy Shipp                   | 13. ledna 2018     | 14. července 2018  |
| Locika má narozeniny a Varian toho zneužije pro své plány. Locika a její přátelé se tak ocitnou ve finální bitvě proti Varianovi. poznámka: toto je speciální díl s dvojnásobnou délkou |           |                            |                            |                  | |                    |                    |

### Druhá řada: Locika: Dobrodružství na vlásku (2018–2019)
Dne 15. února 2017 byl seriál prodloužen o druhou řadu.
| Č. v seriálu | Č. v řadě | Původní název                            | Český název                    | Režie                            | Scénář                                                                             | Premiéra v USA    | Premiéra v ČR                                    |
| --- | --------- | ---------------------------------------- | ------------------------------ | -------------------------------- | ---------------------------------------------------------------------------------- | ----------------- | ------------------------------------------------ |
| 24-25 | 1-2       | Beyond the Corona Walls                  | Za hradbami Corony             | Joe Oh                           | Jase Ricci                                                                         | 24. června 2018   | 25. února 2019 (1.část)26. února 2019 (2.část)   |
| Locika, Evžen, Cassandra a jejich přátelé vyjíždějí na dlouhou cestu. Při své cestě jako první navštíví město Vardaros, které už není zdaleka tak dobré, jako bývalo. Když se do města vydají, Baronovi muži unesou Evžena. Poznámka: Toto je speciální díl s dvojnásobnou délkou. |           |                                          |                                |                                  |                                                                                    |                   |                                                  |
| 26 | 3         | The Return of Quaid                      | Návrat Quaida                  | Tom Caulfield                    | Jeremy Shipp                                                                       | 1. července 2018  | 27. února 2019                                   |
| Locika a její přátelé se snaží Vardaros udělat opět tak skvělým městem, jako byl dřív. |           |                                          |                                |                                  |                                                                                    |                   |                                                  |
| 27 | 4         | Goodbye and Goodwill                     | Sbohem dobré vůli              | Stephen Sandoval                 | scénář: Ricky Roxburgh storyboard: Dave Schiff                                     | 8. července 2018  | 28. února 2019                                   |
| Locika a její přátelé pořádají ve Vardarosu festival dobré vůle. |           |                                          |                                |                                  |                                                                                    |                   |                                                  |
| 28 | 5         | Forest of No Return                      | Les bez naděje                 | Joe Oh                           | Kelly Hannon                                                                       | 15. července 2018 | 1. března 2019                                   |
| Locika a její přátelé musí projít lesem beznaděje. |           |                                          |                                |                                  |                                                                                    |                   |                                                  |
| 29 | 6         | Freebird                                 | Volná jako pták                | Tom Caulfield                    | Dave Schiff                                                                        | 22. července 2018 | 4. března 2019                                   |
| Locika a její přátelé najdou zvláštní dvě osoby s kouzelnou konvičkou, ti je ale promění v ptáky. |           |                                          |                                |                                  |                                                                                    |                   |                                                  |
| 30 | 7         | Vigor the Visionary                      | Jasnovidec Jasan               | Stephan Sandoval                 | Ricky Roxburgh                                                                     | 29. července 2018 | 5. března 2019                                   |
| Locika s Evženem a opičím jasnovidcem se pokusím najít rodinu Zloby |           |                                          |                                |                                  |                                                                                    |                   |                                                  |
| 31 | 8         | Keeper of the Spire                      | Strážce věže                   | Bosook Coburn                    | Jase Ricci a Jeremy Shipp                                                          | 5. srpna 2018     | 6. března 2019                                   |
| Locika, Evžen, Cassandra a Pascal se pokusí získat třetí část svitku, budou ale potřebovat pomoc od strážce věže |           |                                          |                                |                                  |                                                                                    |                   |                                                  |
| 32 | 9         | King Pascal                              | Král Paskal                    | Tom Caulfield                    | Kelly Hannon                                                                       | 12. srpna 2018    | 7. března 2019                                   |
| 33 | 10        | There's Something About Hook Foot        | Napůl ryba napůl hák           | Stephan Sandoval                 | Jeremy Shipp                                                                       | 19. srpna 2018    | 8. března 2019                                   |
| 34 | 11        | Happiness Is...                          | Štěstí je...                   | Joe Oh                           | Ricky Roxburgh                                                                     | 26. srpna 2018    | 13. května 2019                                  |
| 35 | 12        | Max and Eugene in Peril on the High Seas | Max a Evžen v ohrožení na moři | Tom Caulfield                    | Dave Schiff                                                                        | 3. března 2019    | 14. května 2019                                  |
| 36 | 13        | Curses!                                  | Prokletí!                      | Stephen Sandoval                 | Kelly Hannon                                                                       | 10. března 2019   | 15. května 2019                                  |
| 37 | 14        | The Eye of Pincosta                      | Oko Pinkosty                   | Joe Oh                           | Jeremy Shipp                                                                       | 10. března 2019   | 16. května 2019                                  |
| 38-39 | 15-16     | Rapunzel and the Great Tree              | Locika a velký strom           | Tom Caulfield a Stephen Sandoval | Jase Ricci                                                                         | 17. března 2019   | 17. května 2019 (1.část)20. května 2019 (2.část) |
| 40 | 17        | The Brothers Hook                        | Bráchové Hákové                | Tom Caulfield                    | Ricky Roxburgh                                                                     | 24. března 2019   | 21. května 2019                                  |
| 41 | 18        | Rapunzel: Day One                        | Locika: Den první              | Stephen Sandoval                 | Leanna Dindal                                                                      | 24. března 2019   | 22. května 2019                                  |
| 42 | 19        | Mirror, Mirror                           | Zrcadlo, zrcadlo               | Joe Oh                           | Dave Schiff                                                                        | 31. března 2019   | 23. května 2019                                  |
| 43 | 20        | You're Kidding Me!                       | To si děláš srandu!            | Joe Oh                           | Kelly Hannon                                                                       | 31. března 2019   | 24. května 2019                                  |
| 44 | 21        | Rapunzeltopia                            | Sním či bdím?                  | Tom Caulfield                    | Ricky Roxburgh                                                                     | 7. dubna 2019     | 27. května 2019                                  |
| 45 | 22        | Lost and Found                           | Ztracený a nalezený            | Shane Zalvin                     | Jeremy Shipp                                                                       | 7. dubna 2019     | 28. května 2019                                  |
| 46-47 | 23-24     | Destinies Collide                        | Střed osudu                    | Tom Caulfield a Joe Oh           | Jase Ricci, Leanna Dindal, Kelly Hannon,Ricky Roxburgh, Dave Schiff a Jeremy Shipp | 14. dubna 2019    | 29. května 2019 (1.část)30. května 2019 (2.část) |

### Třetí řada (2019–2020)
Dne 18. května 2016 bylo oznámeno, že seriál získá třetí řadu.
| Č. v seriálu | Č. v řadě | Původní název                       | Český název                      | Režie                                                | Scénář                                              | Premiéra v USA | Premiéra v ČR                                              |
| ------------ | --------- | ----------------------------------- | -------------------------------- | ---------------------------------------------------- | --------------------------------------------------- | -------------- | ---------------------------------------------------------- |
| 48-49        | 1-2       | Rapunzel's Return                   | Lociky návrat                    | Tom Caulfield a Shane Zalvin                         | Ricky Roxburgh                                      | 7. října 2019  | 10 - 11. února 2020                                        |
| 50           | 3         | Return of the King                  | Návrat krále                     | Philip Pignotti                                      | Jeremy Shipp                                        | 8. října 2019  | 12. února 2020                                             |
| 51           | 4         | Who's Afraid of the Big, Bad Wolf?  | Kdo se bojí velikého zlého vlka  | Shane Zalvin                                         | námět: Kelly Hannon a Jase Ricci scénář: Jase Ricci | 9. října 2019  | 13. února 2020                                             |
| 52           | 5         | The Lost Treasure of Herz Der Sonne | Ztracený poklad slunečního srdce | Tom Caulfield                                        | Dave Schiff                                         | 10. října 2019 | 14. února 2020                                             |
| 53           | 6         | No Time Like the Past               | Zvláštní minulost                | Philip Pignotti                                      | Kelly Hannon                                        | 11. října 2019 | 17. února 2020                                             |
| 54           | 7         | Beginnings                          | Začátky                          | Shane Zalvin                                         | Leanna Dindal                                       | 15. října 2019 | 18. února 2020                                             |
| 55           | 8         | The King and Queen of Hearts        | Král a královna srdcí            | Tom Caulfield                                        | Ricky Roxburgh                                      | 16. října 2019 | 19. února 2020                                             |
| 56           | 9         | Day of the Animals                  | Den patří zvířatům               | Tom Caulfield                                        | Kelly Hannon                                        | 17. října 2019 | 20. února 2020                                             |
| 57           | 10        | Be Very Afraid!                     | Třeste se strachy                | Philip Pignotti                                      | Jeremy Shipp                                        | 18. října 2019 | 21. února 2020                                             |
| 58           | 11        | Pascal's Dragon                     | Pascalův drak                    | Shane Zalvin                                         | Dave Schiff                                         | 12. ledna 2020 | 26. září 2020                                              |
| 59           | 12        | Islands Apart                       | Daleko na ostrově                | Philip Pignotti                                      | Leanna Dindal                                       | 19. ledna 2020 | 26. září 2020                                              |
| 60-61        | 13-14     | Casandra's Revenge                  | Casandřina pomsta                | Tom Caulfield a Shane Zalvin                         | Ricky Roxburgh                                      | 26. ledna 2020 | 27. září 2020                                              |
| 62           | 15        | Race to the Spire                   | Závod na Věž                     | Philip Pignotti                                      | Jeremy Shipp                                        | 2. února 2020  | 3. října 2020                                              |
| 63           | 16        | A Tale of Two Sisters               | Příběh dvou sester               | Shane Zalvin                                         | Dave Schiff a Jeremy Shipp                          | 9. února 2020  | 3. října 2020                                              |
| 64           | 17        | Flynnpostor                         | Flynn Šejdíř                     | Tom Caulfield                                        | Ricky Roxburgh                                      | 16. února 2020 | 4. října 2020                                              |
| 65           | 18        | Once a Handmaiden...                | Služebná v přestrojení           | Philip Pignotti                                      | Leanna Dindal                                       | 23. února 2020 | 4. října 2020                                              |
| 65-66-67     | 19-20-21  | Plus Est En Vous                    | Síla je v nás                    | Benjamin Balistreri, Phillip Pignotti a Shane Zalvin | Jase Ricci                                          | 1. března 2020 | 10. října 2020 (1.část) a (2.část) 11. října 2020 (3.část) |

## Kraťasy

### Tangled: Short Cuts(2017)
| Č. | Původní název | Český název   | Premiéra v USA   | Premiéra v ČR     |
| -- | ------------- | ------------- | ---------------- | ----------------- |
| 1  | Checkmate     | Šachmat       | 5. května 2017   | 29. března 2018   |
| 2  | Prison Bake   | Úpek z vězení | 12. května 2017  | 14. července 2018 |
| 3  | Make Me Smile | Rozesměj mě   | 19. května 2017  | 19. května 2018   |
| 4  | Hare Peace    | Relax a zajíc | 26. května 2017  | 20. května 2018   |
| 5  | Night Bite    | bude oznámeno | 25. června 2018  | bude oznámeno     |
| 6  | Hiccup Fever  | bude oznámeno | 7. července 2018 | bude oznámeno     |
| 7  | Snowball      | bude oznámeno | 4. srpna 2018    | bude oznámeno     |
| 8  | Hairdon't     | bude oznámeno | 20. srpna 2018   | bude oznámeno     |
| 9  | Unicorny      | bude oznámeno | 23. srpna 2018   | bude oznámeno     |